# Eboracum
Eboracum je bila rimska tvrđava, a potom i grad podignut na sjeveru provincije Britanije, od koga je nastao današnji grad York u sjevernoj Engleskoj.
Eborakum je podignut 70-ih godina na području koju su prvim desetljećima nakon starorimskog pohoda na Britaniju nastanjivali Briganti, narod čiji su vladari ispočetka bili rimski klijenti. Međutim, nakon što su se pobunili protiv Rimljana, na njihovo područje je premještena Legio IX Hispana, kojoj je Eboracum bio glavnim uporištem. Oko tvrđave je nastalo civilno naselje koje će u sljedeća tri stoljeća izrasti u uspješni i kozmopolitanski grad. Arheološki ostatci ukazuju na niz kultova iz raznih dijelova carstva, uključujući kršćanstvo, a o čemu prvi podatci datiraju iz 314. iz Sabora u Arlesu.

## Vanjske poveznice
- The Romans in West Yorkshire